# EXPAL BRFF 125
EXPAL BRFF 125 – hiszpańska bomba odłamkowa wagomiaru 125 kg wyposażona w spadochron hamujący. Bomba ma kutą głowicę i tłoczony korpus. Rolę odłamków pełnią stalowe kulki otaczających ładunek materiału wybuchowego.